# Laronxe
Laronxe és un municipi francès situat al departament de Meurthe i Mosel·la i a la regió del Gran Est. L'any 2007 tenia 373 habitants.

## Demografia

### Població
El 2007 la població de fet de Laronxe era de 373 persones. Hi havia 151 famílies, de les quals 39 eren unipersonals (12 homes vivint sols i 27 dones vivint soles), 54 parelles sense fills, 50 parelles amb fills i 8 famílies monoparentals amb fills.
La població ha evolucionat segons el següent gràfic:
Habitants censats

### Habitatges
El 2007 hi havia 168 habitatges, 155 eren l'habitatge principal de la família, 6 eren segones residències i 8 estaven desocupats. 158 eren cases i 11 eren apartaments. Dels 155 habitatges principals, 134 estaven ocupats pels seus propietaris, 17 estaven llogats i ocupats pels llogaters i 4 estaven cedits a títol gratuït; 7 tenien dues cambres, 13 en tenien tres, 35 en tenien quatre i 100 en tenien cinc o més. 124 habitatges disposaven pel capbaix d'una plaça de pàrquing. A 68 habitatges hi havia un automòbil i a 63 n'hi havia dos o més.

### Piràmide de població
La piràmide de població per edats i sexe el 2009 era:
| Homes | Edats   | Dones |
| ----- | ------- | ----- |
| 0     | 95 o +  | 0     |
| 0     | 90 a 94 | 0     |
| 0     | 85 a 89 | 0     |
| 0     | 80 a 84 | 4     |
| 4     | 75 a 79 | 8     |
| 16    | 70 a 74 | 12    |
| 20    | 65 a 69 | 16    |
| 12    | 60 a 64 | 16    |
| 4     | 55 a 59 | 4     |
| 8     | 50 a 54 | 12    |
| 24    | 45 a 49 | 16    |
| 20    | 40 a 44 | 20    |
| 8     | 35 a 39 | 12    |
| 16    | 30 a 34 | 4     |
| 4     | 25 a 29 | 8     |
| 20    | 20 a 24 | 0     |
| 16    | 15 a 19 | 20    |
| 8     | 10 a 14 | 4     |
| 4     | 5 a 9   | 8     |
| 8     | 0 a 4   | 8     |

## Economia
El 2007 la població en edat de treballar era de 238 persones, 166 eren actives i 72 eren inactives. De les 166 persones actives 145 estaven ocupades (80 homes i 65 dones) i 22 estaven aturades (12 homes i 10 dones). De les 72 persones inactives 37 estaven jubilades, 14 estaven estudiant i 21 estaven classificades com a «altres inactius».

### Ingressos
El 2009 a Laronxe hi havia 161 unitats fiscals que integraven 399 persones, la mediana anual d'ingressos fiscals per persona era de 15.939 €.

### Activitats econòmiques
Dels 12 establiments que hi havia el 2007, 1 era d'una empresa de fabricació de material elèctric, 2 d'empreses de fabricació d'altres productes industrials, 1 d'una empresa de construcció, 5 d'empreses de comerç i reparació d'automòbils, 1 d'una empresa de transport i 2 d'empreses immobiliàries.
Dels 4 establiments de servei als particulars que hi havia el 2009, 1 era un taller de reparació d'automòbils i de material agrícola, 1 fusteria, 1 lampisteria i 1 agència immobiliària.
L'any 2000 a Laronxe hi havia 9 explotacions agrícoles.

## Equipaments sanitaris i escolars
El 2009 hi havia una escola elemental integrada dins d'un grup escolar amb les comunes properes formant una escola dispersa.

## Poblacions més properes
El següent diagrama mostra les poblacions més properes.